# 송주희 (1977년)
송주희(宋周希, 1977년 10월 30일~)는 대한민국의 여자 축구 선수, 지도자로 현역 시절 포지션은 공격수이다. 현재 WK리그 경주 한국수력원자력의 감독을 맡고 있다.
1990년대와 2000년대에 대한민국 여자 축구 국가대표팀의 일원으로 활동하여 2003년 FIFA 여자 월드컵에 출전했으며 아시안컵에 3회 참가했다.

## 학력
- 서울동산고등학교 졸업
- 경희대학교 졸업

## 선수 경력
- 2010년 1월 1일 기준

### 클럽
| 클럽            | 시즌 | 한국여자축구연맹전 (춘계/추계) | 한국여자축구연맹전 (춘계/추계) | 전국여자축구선수권대회 | 전국여자축구선수권대회 | 전국체육대회 | 전국체육대회 | 통산 | 통산 |
| 클럽            | 시즌 | 출장                           | 득점                           | 출장                   | 득점                   | 출장         | 득점         | 출장 | 득점 |
| --------------- | ---- | ------------------------------ | ------------------------------ | ---------------------- | ---------------------- | ------------ | ------------ | ---- | ---- |
| 숭민 원더스     | 2000 | -/-                            | -/-                            | -                      | -                      | -            | -            | -    | -    |
| 숭민 원더스     | 2001 | -/-                            | -/-                            | -                      | -                      | -            | -            | -    | -    |
| 숭민 원더스     | 2002 | /1                             | /0                             | -                      | -                      | -            | -            |      |      |
| 인천 레드엔젤스 | 2003 | /-                             | /-                             | -                      | -                      | -            | -            |      |      |
| 인천 레드엔젤스 | 2004 | 2/4                            | 0/0                            | 2                      | 0                      | 1            | 0            | 9    | 0    |
| 인천 레드엔젤스 | 2005 | /                              | /                              |                        |                        |              |              |      |      |
| 충남 일화 천마  | 2006 | 3/4                            | 1/0                            |                        |                        |              |              |      |      |
| 충남 일화 천마  | 2007 | 3/-                            | 1/-                            | 3                      | 2                      | 3            | 1            | 9    | 4    |
| 충남 일화 천마  | 2008 | 3/4                            | 0/2                            | 3                      | 0                      | 3            | 1            | 13   | 3    |
| 통산            |      |                                |                                |                        |                        |              |              |      |      |
| 클럽            | 시즌 | WK리그                         | WK리그                         | 전국여자축구선수권대회 | 전국여자축구선수권대회 | 전국체육대회 | 전국체육대회 | 통산 | 통산 |
| 클럽            | 시즌 | 출장                           | 득점                           | 출장                   | 득점                   | 출장         | 득점         | 출장 | 득점 |
| 충남 일화 천마  | 2009 | 15                             | 3                              | -                      | -                      | 0            | 0            | 15   | 3    |
| 통산            | 통산 | 15                             | 3                              | -                      | -                      | 0            | 0            | 15   | 3    |

### 국가대표팀
- 1995년 AFC 여자 챔피언십 국가대표
- 1997년 AFC 여자 챔피언십 국가대표
- 1999년 여자 US컵 국가대표
- 2000년 여자 US컵 국가대표
- 2003년 AFC 여자 챔피언십 국가대표
- 2003년 FIFA 여자 월드컵 국가대표
- 2005년 동아시아 여자 축구 선수권 대회 국가대표
- 2008년 동아시아 여자 축구 선수권 대회 국가대표

## 국가대표팀 득점 기록
- 2010년 1월 1일 기준
- 득점과 결과 리스트는 대한민국 여자 축구 국가대표팀의 득점을 먼저 기록

| # | 일시           | 장소           | 상대 국가 | 득점 | 결과 | 경기 형식        |
| - | -------------- | -------------- | --------- | ---- | ---- | ---------------- |
| 1 | 2000년 5월 7일 | 미국, 포틀랜드 | 멕시코    | 1-2  | 1-4  | 2000년 여자 US컵 |

## 수상 경력

### 클럽

#### 숭민 원더스
- 춘계한국여자축구연맹전 우승 1회: 2002
- 추계한국여자축구연맹전 우승 1회: 2002

#### 인천 레드엔젤스
- 춘계한국여자축구연맹전 우승 3회: 2003, 2004, 2005
- 추계한국여자축구연맹전 우승 2회: 2004, 2005
- 전국여자축구선수권대회 우승 1회: 2004
- 전국여자축구선수권대회 준우승 1회: 2005
- 전국체육대회 준우승 1회: 2004

#### 충남 일화 천마
- 춘계한국여자축구연맹전 준우승 1회: 2007
- 전국여자축구선수권대회 우승 1회: 2007
- 전국여자축구선수권대회 준우승 1회: 2008
- 전국체육대회 우승 1회: 2008
- 전국체육대회 준우승 1회: 2006

### 국가대표팀
- 1995년 AFC 여자 챔피언십 4위
- 2003년 AFC 여자 챔피언십 3위
- 2005년 동아시아 여자 축구 선수권 대회 우승

### 개인
- 2004년 전국여자축구선수권대회 MVP
- 2004년 대한축구협회 시상식 최우수선수상
- 2005년 춘계한국여자축구연맹전 MVP
- 2007년 춘계한국여자축구연맹전 득점왕
- 2007년 전국여자축구선수권대회 우수선수